# (6268) Versailles
(6268) Versailles (1990 SS5) – planetoida z pasa głównego asteroid okrążająca Słońce w ciągu 3,52 lat w średniej odległości 2,31 j.a. Odkryta 22 września 1990 roku.